# レクサス・LC
LC（エルシー、Lexus LC）は、トヨタ自動車が展開する高級車ブランドレクサスが販売するフラッグシップ2ドアクーペである。

## 概要
レクサス初のFセグメントのクーペモデルであり、2012年にデトロイトモーターショーで発表したコンセプトカー「LF-LC」の革新的なデザインイメージをモチーフに、新開発プラットフォームのシャシーを活かして開発が行われた。
「LC500」とハイブリッドシステムを搭載する「LC500h」の2種が用意され、今後のレクサスのFR車に展開される「GA-L（Global Architecture-Luxury）プラットフォーム」を初採用した。クーペということで、運動性能もさることながら、スーパースポーツを意識したデザイン、フラッグシップにふさわしい内装や静粛性を誇る。

### メカニズム
LC500にはRC Fに搭載される2UR-GSE型エンジンを搭載。最高出力/最大トルクは、351kW（477PS）/540N･m（55.1kgf･m）を発生し、最大トルクはRC FおよびGS F比で10N･m（1.1kgf･m）向上している。また、トランスミッションは新開発の10速オートマチックトランスミッションの「Direct Shift-10AT」を組み合わせている。
LC500hは新型の8GR-FXS型エンジンを核とした「マルチステージハイブリッドシステム (MULTI STAGE HYBRID)」を搭載し、システム最高出力は264kW（359PS）を発揮する。
マルチステージハイブリッドシステムは、既存のハイブリッドシステムに有段ギヤを組み合わせた世界初の機構であり、2つのモーターを使用した電気式無段変速機と4段ギアの自動変速機構（ステップAT）を組み合わせることで、無段階変速機構からの出力自体を変速、パワフルな走りと燃費の良さを両立させている。さらに、無段変速機構による有段変速制御と4段変速を組み合わせることで擬似的な10段変速を実現した。これにより従来のTHS-IIにおいてエンジンの回転数と加速が同調しないラバーバンドフィールの問題を解決し、ハイブリッドシステムでありながらダイレクトなスポーティードライブを実現している。また、バッテリーはレクサスブランドとしては初採用となるリチウムイオン二次電池を搭載。それに伴い、「HYBRID」エンブレムも通常のものではなく「MULTI STAGE HYBRID」タイプに変更されている。そのマルチステージハイブリッドについては、「ドリフトができるようにしたい」という思想から開発がスタートしている。
開発責任者の佐藤恒治は、コンセプトのLF-LCを見たときサスペンションもエンジンも入るスペースのないほど低いシャシーを見て「市販車として実際に走らせるのは到底不可能と思った」という。しかし半年前に米国でGSを発表したとき否定的な意見が多かったのに対して、LF-LCは「このデザインは今後のレクサスが進むべき方向を示している」「レクサスはこういうクルマをつくれるブランドであって欲しい」と非常に評価が高かったことから開発が決まり、最終的にコンセプトに近いデザインで販売できた。
2016年北米アイズ・オン・デザイン・アワードのベストデザイン賞・ベストプロダクションカー賞を受賞している。

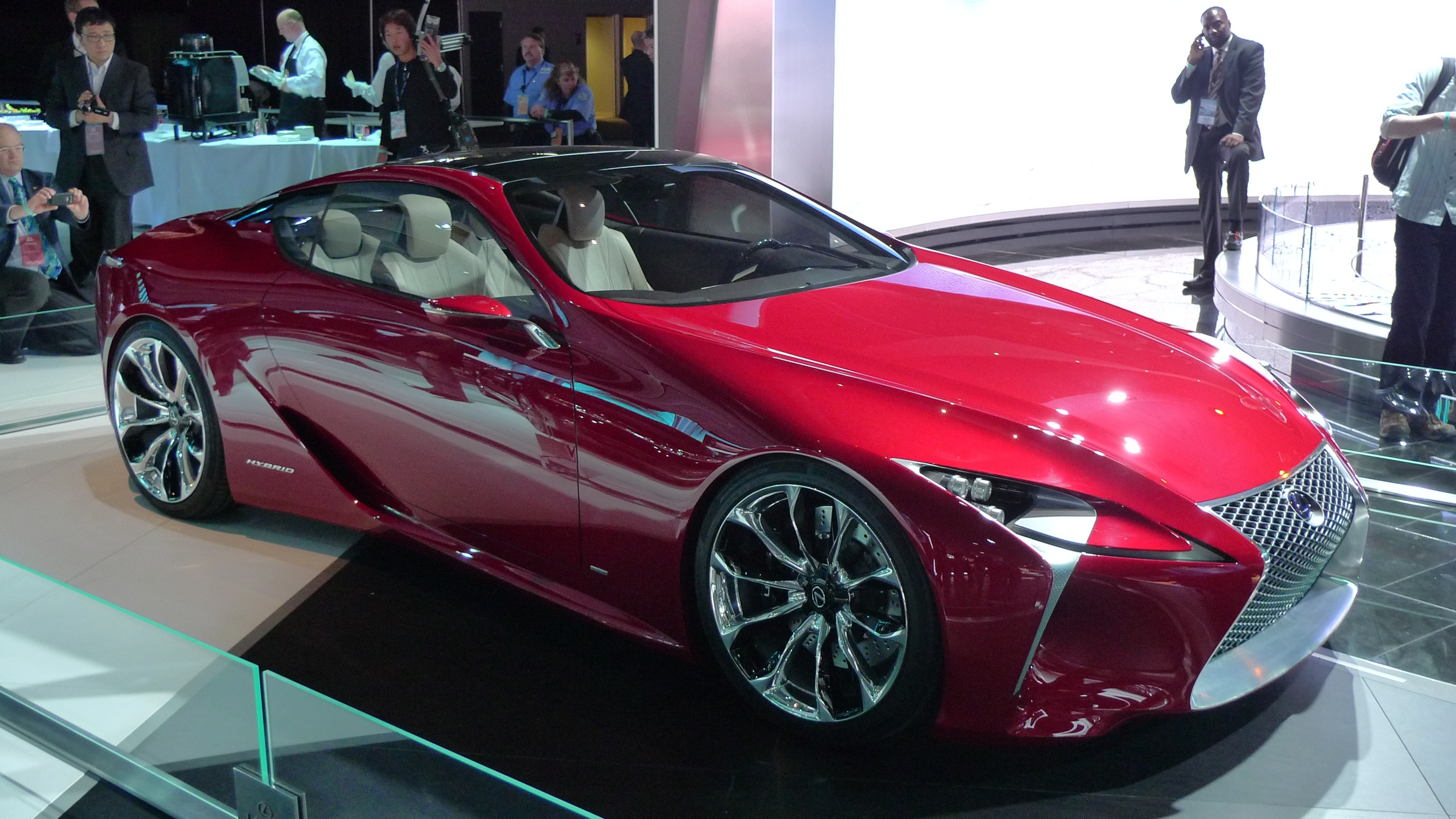
LF-LCコンセプト　左前方
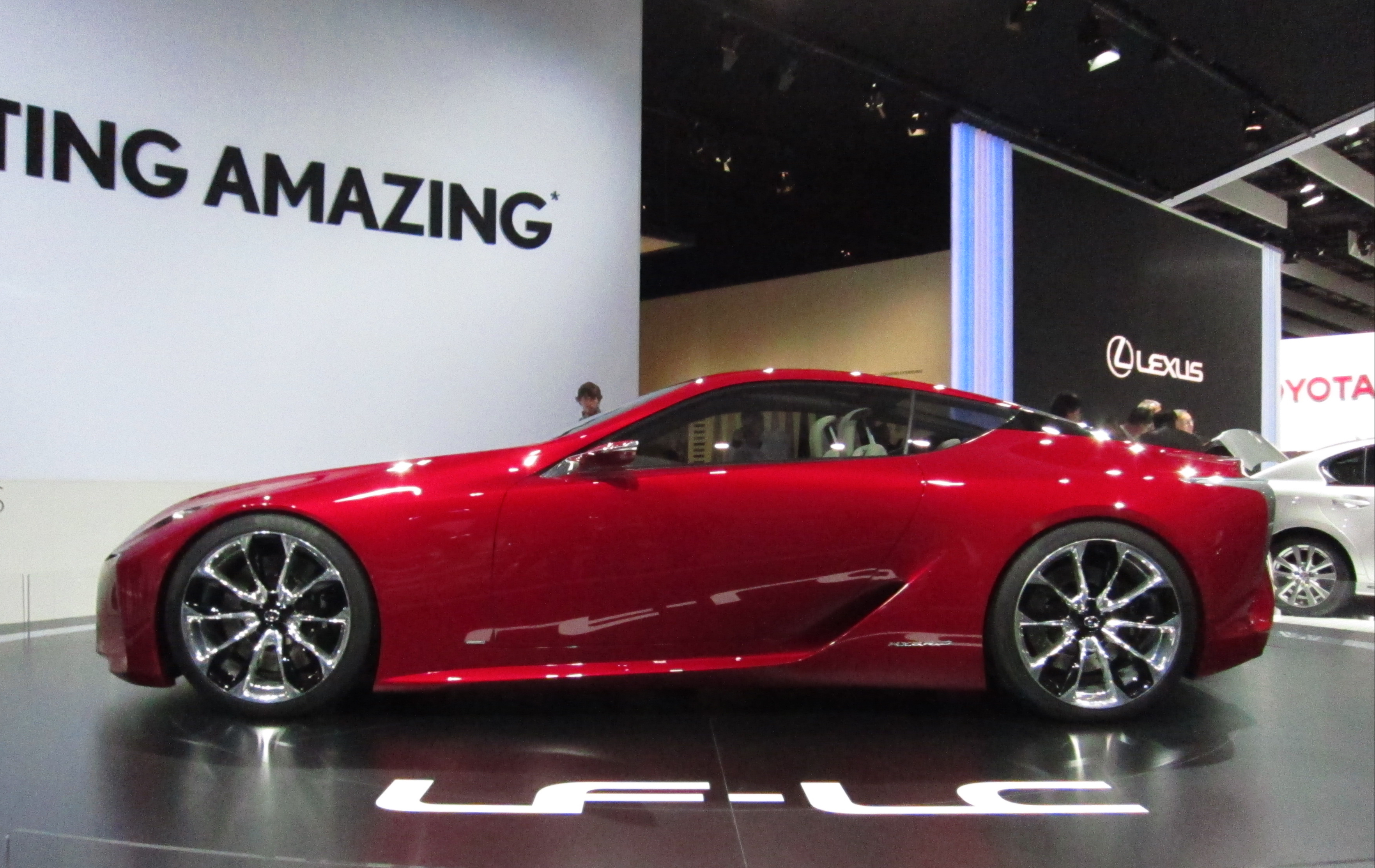
LF-LCコンセプト　右側方
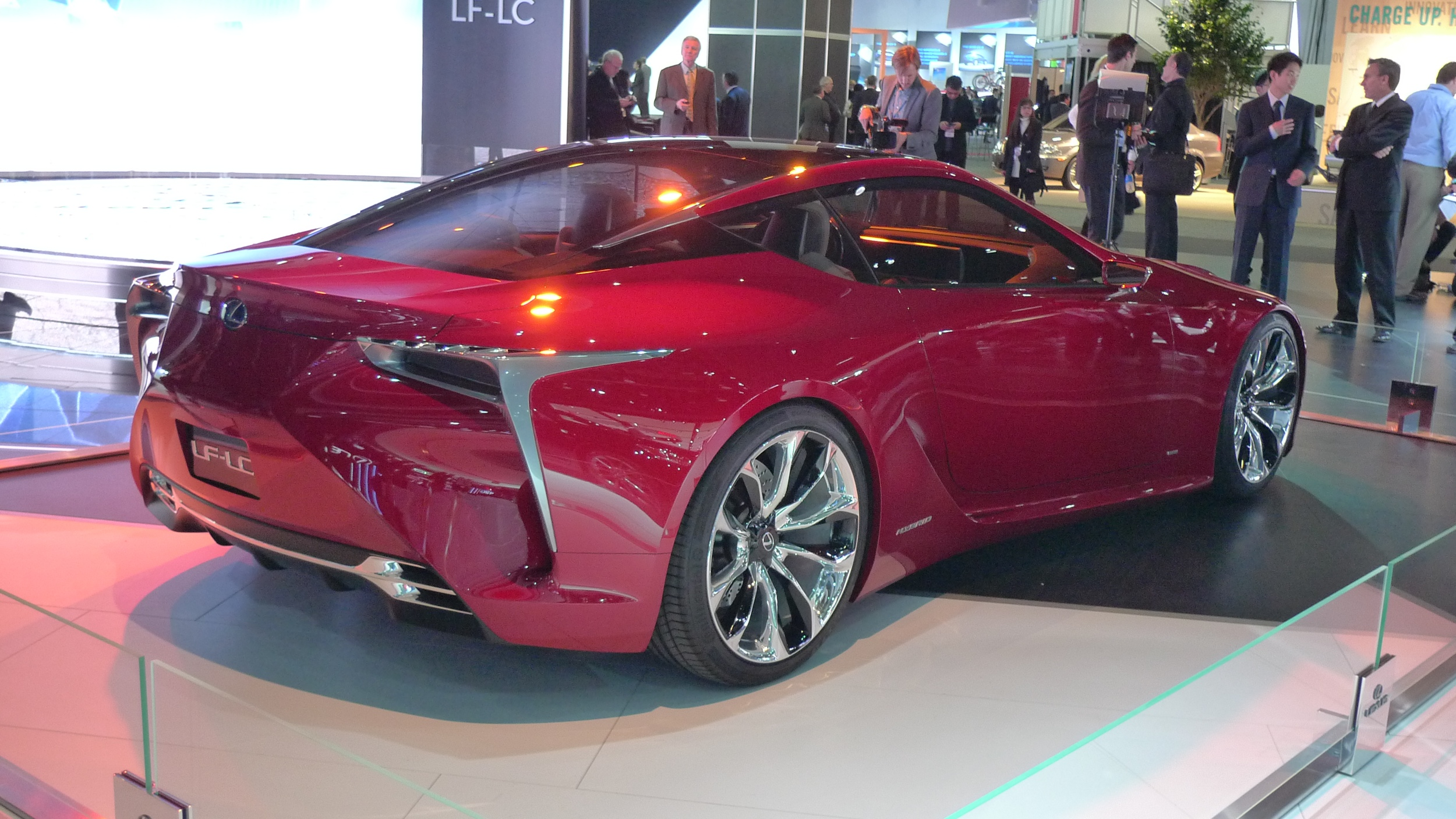
LF-LCコンセプト　右後方

### デザイン・パッケージング
エクステリア

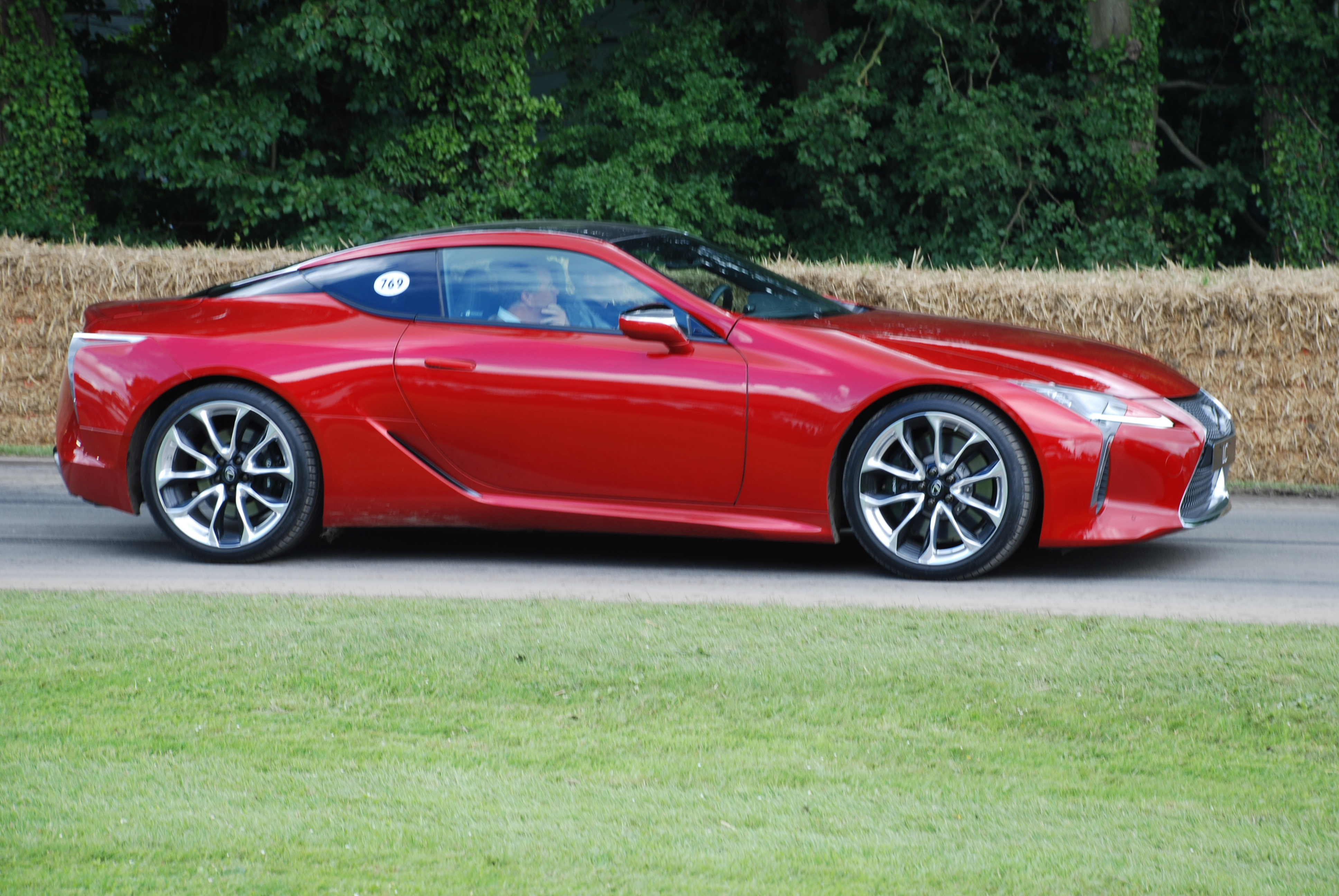
サイドビュー

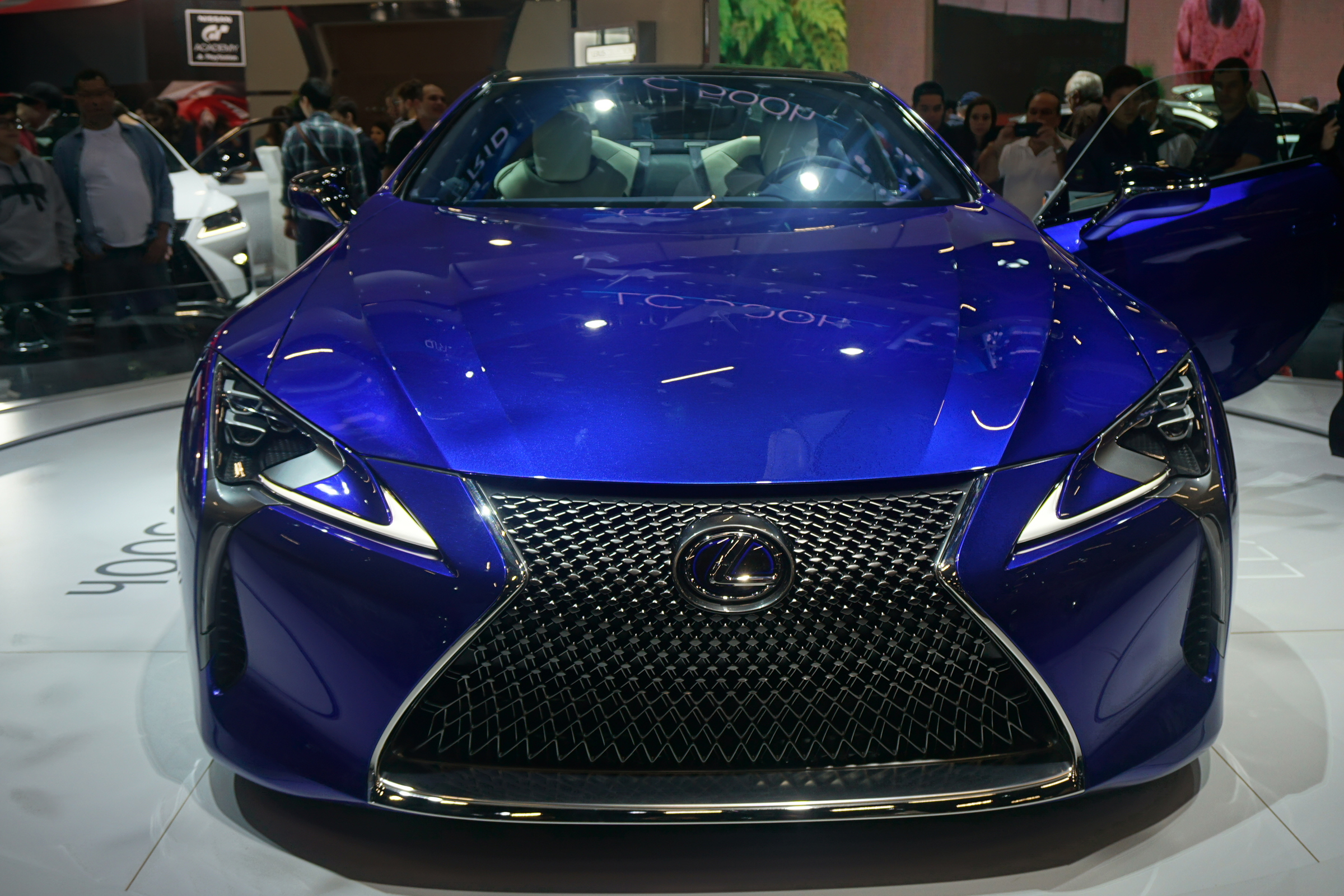
フロント

特徴あるデザインは、トヨタが米国カリフォルニア州に置くデザインスタジオ・CALTYによる。全長は4,770mm、ホイールベースは2,870mm。フロントオーバーハングとリアオーバーハングは短く、フロントは920mm、リアは970mm。レクサスのデザインアイコンとなった巨大なスピンドルグリルをはじめ、砂時計状の意匠が反復して表現され、平面視でもフロントフェンダーとリアフェンダーが飛び出し、ドアパネルが内側に引き込まれているように見える。フロントフェンダーからのラインは、ピラーを黒く塗った屋根の境界をも形成する。レクサスは、Cピラーモールディングの鋭いエッジのインスピレーションとして “伝統的な日本刀”を挙げている。スピンドルシェイプはリア中央のデザインにも見ることができ、他のすべての要素もどこかで一度深く絞り込まれている。なお、LCはレクサスブランドでは初めて、リアに「LEXUS」のロゴエンブレムが付かない車種である。
インテリア
コックピットはドライバーとクルマの一体感を醸成するドライビングポジションとし、ペダル配置、ステアリング傾角、シートのホールド性など、徹底した走り込みに基づく細部にこだわったレイアウトを採った。シフトバイワイヤシステムや、直感的な操作に対応した次世代マルチメディアを操作系に採用。ステアリングホイールは、握る位置に合わせて断面形状を緻密に変化させ、手にしっくりと馴染むよう配慮。パドルシフトにはマグネシウム素材を使用し、操作性と質感が相まって、ドライビングプレジャーの高まりを演出した。助手席は、人を包み込みながら、車両前方へ視覚的に広がりを感じさせる開放的な空間づくりを目指した。
レザーやアルカンターラを採用し、触って感じる素材感や使うたびに深まる心地良さは、レクサス独自の感性とクラフトマンシップによる繊細で高品質なモノづくりで実現。メーターは、IS及びRCの「F SPORT」グレードで採用されている可動式マルチインフォメーションディスプレイを全車に採用した。また、ボディ骨格から考慮し開発されたオーディオシステムの採用など、上質なおもてなしの空間を提供している。

### 予防安全
「Lexus Safety System +」を採用。ミリ波レーダーとカメラを用いて前方の車両や歩行者を検出し、警報、ブレーキアシスト、自動ブレーキで衝突回避支援および被害軽減を図るプリクラッシュセーフティシステム（歩行者検知機能付衝突回避支援タイプ）、車線維持をサポートするレーンキーピングアシスト、夜間歩行者の早期発見に寄与しロー・ハイビームを自動で切り替えるオートマチックハイビーム、そして先行車との車間距離を保ちながら追従走行するレーダークルーズコントロール（全車速追従機能付）、これら4つの先進安全技術をパッケージ化し、多面的な安全運転支援を強化している。さらにエンジンフードを4つの支点でポップアップさせる、4点式ポップアップフードをレクサス車で初採用している。

### 年表

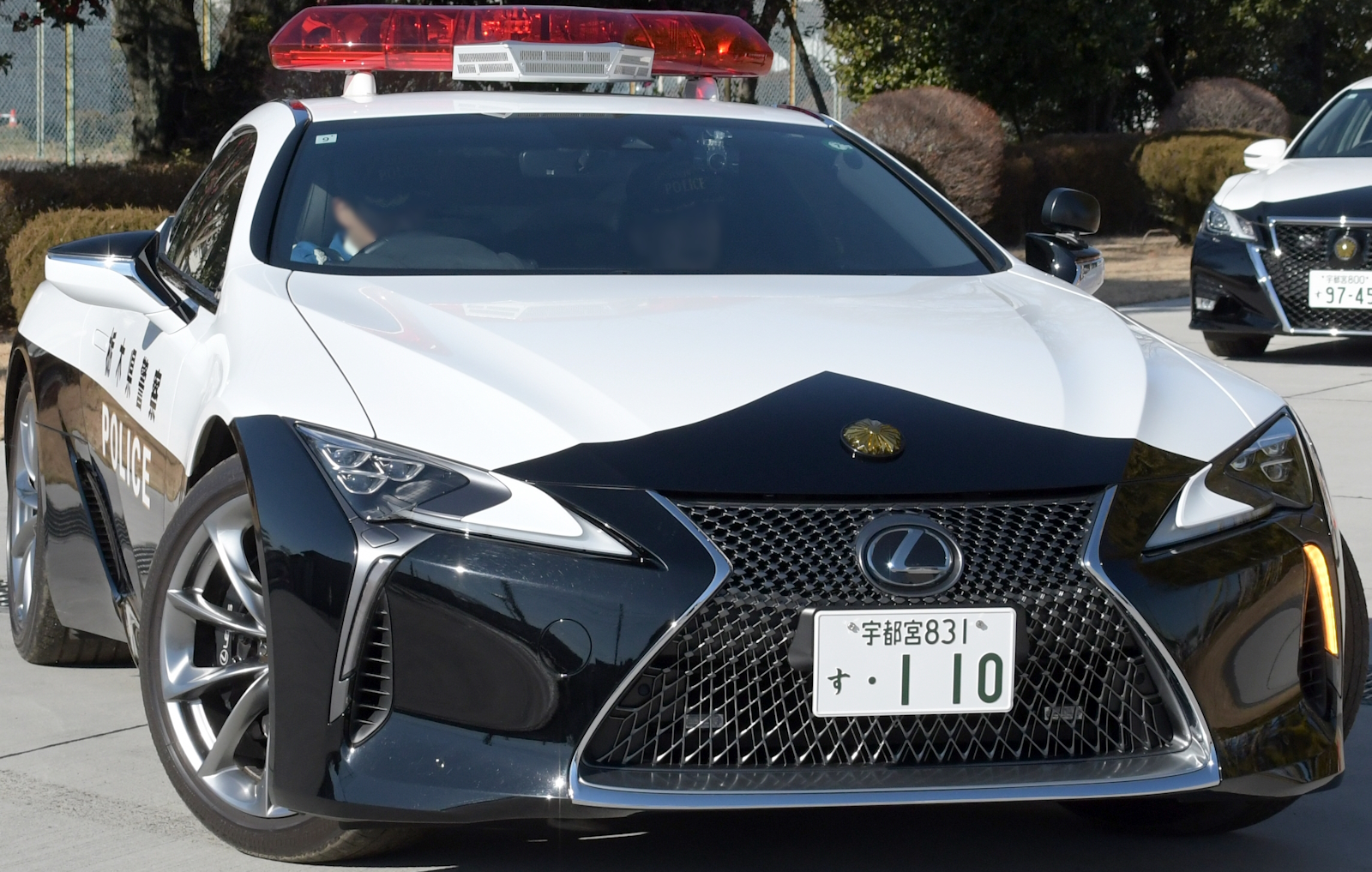
LC500パトカー

2011年12月22日
2012年北米国際自動車ショー（デトロイトモーターショー）にてプレミアムクーペコンセプト「LF-LC」を出展する、と発表 。
2016年1月12日
2016年北米国際自動車ショーにてLC500を世界初披露。また、「日本での発売は2017年春頃を予定」と発表。
2016年2月18日
ジュネーブショーでの出展に先駆け、オランダのデン・ハーグにおいてハイブリッドモデルのLC500hを世界初披露。
2017年3月16日
日本での発売を発表。LC500hは同日発売。LC500は4月13日発売。
2018年4月5日
特別仕様車「Structural Blue」を発売。
レクサスの日本累計販売台数50万台達成を記念した特別仕様車。LC500/LC500hの「L Package」をベースに、専用ボディカラーとして、モルフォ蝶の羽から着想を得た「構造発色」原理を応用し、レクサス独自の技術により開発した新色「ストラクチュラルブルー」を採用。また、専用インテリアカラーとして「Structural Blue」専用「ブルーモーメント」と「ブリージーブルー」の2種類を設定。その他、フロント245/40RF21＋リヤ275/35RF21ランフラットタイヤ＆鍛造アルミホイール（ポリッシュ仕上げ＋ブラック塗装）、特別仕様車専用スカッフプレート（CFRP）、"マーク・レビンソン"リファレンスサラウンドサウンドシステム、カラーヘッドアップディスプレイ、ステアリングヒーター、寒冷地仕様が特別装備された。
2018年8月30日
一部改良。
ステアリングサポートのアルミダイキャスト化による剛性の向上や、ブッシュ特性のチューニングなどによりステアリングフィールを向上させた。また、ショックアブソーバーに伸圧独立オリフィスを採用することで、減衰力可変幅の拡大や摩擦低減など乗り心地と操縦安定性の向上を図った。さらに、ブレーキ制御、マルチステージハイブリッドシステムのチューニングなどによりドライバーの運転意図に沿った、より滑らかな加減速を実現させている。
クラウドと車載機でのルート探索を融合したハイブリッドナビゲーションシステムの標準設定により、利便性を向上させた。
G-Linkの機能のひとつとなる「ヘルプネット」は、新たに「D-Call Net」に対応。事故や急病時に、車両データをもとに重症度を指定してドクターヘリなどの早期出動判断を行う機能で、緊急時の対応力を高めている。
2018年10月31日
特別仕様車「Luster Yellow」を発売。（2018年12月31日までの期間限定受注）
「LC500」および「LC500h」の「標準仕様」をベースに、ボディカラーは「ネープルスイエローコントラストレイヤリング」のみの設定で、インテリアカラーには金環日食をモチーフとした専用設定色「ラスターイエロー」を採用。また、専用パーフォレーションパターンとイエローステッチを施した運転席・助手席セミアニリン本革＆10Way調整式パワーシートと上下電動調整式ヘッドレスト（運転席･助手席）、専用スカッフプレート（CFRP）を特別装備。また、「S Package」専用装備であるトルセンLSD、ギヤ比可変ステアリング［VGRS］、21インチ鍛造アルミホイール（ポリッシュ仕上げ＋ブラック塗装）、アクティブリヤウイング（格納式）、VDIM（アクティブステアリング統合制御付）、LDH（レクサス・ダイナミック・ハンドリングシステム）、アルカンターラルーフ/サンバイザー/ピラー・ルーフサイドガーニッシュ/パッケージトレイのほか、ベース車両ではメーカーオプション設定である「カラーヘッドアップディスプレイ」も装備リストに加えている。
2019年1月11日
2019年北米国際自動車ショーにて、コンバーチブルクーペのコンセプトカー「LC Convertible concept」を世界初公開する、と発表。
2019年9月26日
特別仕様車「PATINA Elegance」が発表された（10月1日発売、100台限定販売）。
LC500/LC500hの「標準仕様」をベースに、運転席・助手席にL-ANILINE本革シート（ベンチレーション機能・ヒーター付）を、プレミアレザーを使用した本革ステアリング（ソフトレザーパッド・ステッチ・パドルシフト付）が採用され、内装色は専用色のパティーナブラウンを設定。さらに、レーザーエッジングで金属加工し、L字が重なったモチーフが浮かび上がるスカッフプレート（特別仕様車専用ステンレス）やカラーヘッドアップディスプレイなどが特別装備された。ボディカラーは特別仕様車専用設定となる「テレーンカーキマイカメタリック」に「ソニックチタニウム」と「グラファイトブラックガラスフレーク」を加えた3色展開となる。
2020年6月18日
一部改良並びにコンバーチブル「LC500 Convertible」の追加、特別仕様車「LC500 Convertible"Structural Blue"」の設定が発表された（一部改良モデルは発表当日より、LC500 Convertibleは7月15日より順次発売）。
一部改良では、フロントのサスペンションロアアームがアルミ化、リアスタビライザーバーの中空化、コイルスプリングの高強度材の採用、21インチアルミホイールにおけるディスクホイールの軽量化などによってばね下質量が軽量化されたほか、AVSやEPSの制御を変更。アクセルを踏み込んだ際に発生しやすいアンダーステアを抑制するアクティブコーナリングアシスト（ACA）が新採用された。ハイブリッドモデルのLC500hはバッテリーの使用領域の拡大によりモーターからのトルクアシストが増幅された。
LC500 Convertibleには、ルーフオープン時にはソフトトップが完全に格納される自動開閉式のトノカバー付フォールディング機構が採用され、ドアエンドのベルトラインがキックアップ形状となり、リアシルエットはトランクの後端を跳ね上げたデザインを採用。ソフトトップは吸音材を組み合わせた4層構造となっており、開閉時間は約15秒に設定。パームレスト内にルーフスイッチが配されており、開閉動作中はマルチインフォメーションディスプレイにルーフの動きがグラフィックで表示される。また、約50km/h以下の走行時でも開閉可能となる。
特別仕様車の「LC500 Convertible"Structural Blue"」は、「LC500 Convertible」をベースに、専用ボディカラーの「ストラクチュラルブルー」と専用インテリアカラーの「ライムストーン」の組み合わせが採用され、ルーフカラーも専用色の「マリーンブルー」を採用。そのほか、ポリッシュ仕上げとブラック塗装を施した鍛造アルミホイールや、カラーヘッドアップディスプレイ、専用スカッフプレート（CFRP）も装備された。60台限定で発売されるが、このうちの40台は同年4月17日から5月20日までの期間にレクサス店を通じたオーナー向けの先行商談・抽選申込に割り当てられ、残りの20台は一般向けの抽選発売分として、同日よりWeb上での商談公募が開始された。
なお、今回の一部改良でWLTCモード走行による燃料消費率並びに排出ガス（LC500hはJC08モード走行による燃料消費率も併記）に対応したことで、LC500hは「平成30年排出ガス基準75%低減レベル（☆☆☆☆☆）」、LC500（Convertibleを含む）は「同50%低減レベル（☆☆☆☆）」認定を取得した。
2020年9月18日
栃木県警察交通機動隊にLC500のパトカーが県民から寄贈され、栃木県庁前で寄贈式が行われた。
2020年10月28日
特別仕様車「AVIATION」の設定が発表された（2021年1月6日発売）。
LC500及びLC500hをベースに、専用CFRPリアウィング（固定式）が採用されたほか、スプリット5本スポークの鍛造アルミホイールを特別装備し、LC500にはトルセンLSDも特別装備された。外観はスピンドルグリル・ランプガーニッシュ（三眼フルLEDヘッドランプ・フルLEDリアコンビネーションランプ）・ヘッドランプクリーナーカバー・ロッカーサイドグリルモール・オート電動格納式ドアミラーにブラック塗装（ボディカラーで「ブラック」を選択した場合、オート電動格納式ドアミラーはボディカラー同色となる）を採用。内装には専用色として「AVIATION Black」が採用され、シフトノブ・ステアリング（ソフトレザーパッド・サドルタンステッチ・パドルシフト付）・コンソールボックス・ドアトリム・ルーフ/サンバイザー/ピラー・ルーフ再度ガーニッシュにアルカンターラを採用。そのほか、カラーヘッドアップディスプレイも装備された。
ボディカラーはホワイトノーヴァガラスフレーク、ソニックシルバー、ブラックの3色を設定。70台の限定販売である。なお、2020年内に成約した場合には、イベント招待の特典が付与される。
2021年6月4日
LEXUSが所属契約を締結しているプロゴルファーの松山英樹選手のメジャー初制覇を記念した特別限定車"HIDEKI MATSUYAMA EDITION"の設定を発表した。
LC500h/LC500の各"L package"をベースに、ボディカラーをテレーンカーキマイカメタリック、インテリアカラーをブラック&オーカーの専用カラーコーディネートとしたほか、フロント245/40RF21+リヤ275/35RF21ランフラットタイヤ&鍛造アルミホイール（ポリッシュ仕上げ+ブラック塗装）、専用シリアルプレート、カラーヘッドアップディスプレイ、“マークレビンソン”リファレンスサラウンドサウンドシステムを特別装備。松山選手のレプリカキャディバッグが特典として付帯する。
10台限定となるため、発表日から6月17日まで抽選による商談申し込みを受け付け、当選者には指定の販売店から連絡の上、商談を開始する形態が採られた。
2021年9月30日
一部改良が発表された（11月以降の発売を予定）。
クーペはコイルスプリングやスタビライザーの諸元やショックアブソーバーの制御が最適化されるとともに、レクサス・ダイナミック・ハンドリングシステム装着車ではVGRSやDRSの制御も最適化された。LC500hとLC500h"L Package"にはポリッシュ仕上げ+ブラック塗装の21インチ鍛造アルミホイールが標準装備された。ガラスルーフ装着車では、ボディカラーとのコントラスト強調を図るため、ガラスルーフがプライバシーガラスへ変更された。
コンパーチブルは内装色に専用設定の「ブルー&ホワイト」が設定され、内装色と連動した専用ルーフカラーとして「マリーンブルー」が設定された。
ボディカラーは全モデル共通色として「ソニックイリジウム」が新規設定されたほか、従来はLC500 Convertibleのみの設定だった「テレーンカーキマイカメタリック」をクーペモデルにも設定が拡大された。また、全モデルに装備されている「ナノイー」を「ナノイーX」へ改良し、LEXUSロゴ入りのオレンジブレーキキャリパー（フロント・リア）をメーカーオプション設定に追加された。
2023年6月8日
一部改良され、特別仕様車"EDGE"の設定が発表された（一部改良モデルは同日より発売開始）。
ガソリン車（クーペ・コンパーチブル共）はエンジンマウント特性が変更されるとともに、クーペはリアメンバーサスペンション取り付け部を補強。コンパーチブルはトンネルブレースが追加され、床下ブレース補強が行われた。ホイールの締結にワッシャ付ハブボルトが採用され、ノーマルタイヤを標準設定された。コイルスプリング・スタビライザー・ショックアブソーバーの諸元が最適化され、AT制御が見直された。また、統合型走行安定システム「VDIM制御」に、基本設定はオフとしながらも車両挙動が大きく乱れた場合に制御を介入するEXPERTモードが設定され、サーキット走行等での油温上昇を抑制するためにオートマチックトランスミッションオイルクーラーが採用された。
ボディカラーにソニックカッパーとヒートブルーコントラストレイヤリング、インテリアカラーにダークローズがそれぞれ追加され、クーペモデルには新規色のブルー&ホワイトも採用。また、内装のカラー配色が一部変更された。LC500 Convertibleはルーフ色にレッドが追加された。
12.3インチのタッチディスプレイが採用され、各種メニューの選択スイッチを運転席側に常時アイコンで表示され、画面全体のレイアウトを情報の粒度に応じて表示エリアが分けられた。「Lexus Safety System +」にも改良が施され、単眼カメラとミリ波レーダーの性能向上により「プリクラッシュセーフティ」は昼間の自転車運転者や夜間の歩行者、更には、交差点右折前に前方から来る対向直進車や、右左折時に前方から来る横断歩行者の検知が可能となり、ドライバーの操舵をきっかけに車線内で操舵をアシストする緊急時操舵支援や低速時の事故予防をサポートする低速時加速抑制などの機能を追加。高度運転支援機能「レーントレーシングアシスト」の車線認識にAI技術を活用することで支援範囲が拡大され、「レーダークルーズコントロール（全車速追従機能付）」にはカーブ速度抑制機能が追加され、カメラで道路標識を読み取ってマルチインフォメーションディスプレイ上に表示する「ロードサインアシスト」を追加。パノラミックビューモニターも採用された。
特別仕様車"EDGE"は、ボディ剛性の向上を図るためリアアルミ中空サスペンションメンバーの採用や床下ブレースのフロントへの追加が行われ、更なる空力性能の改善を図るため一体成型バンパーカナードが採用され、サスペンションの適合やエンジンの高精度チューニングも施された。外観はボディカラーに「HAKUGIN（白銀）」が採用され、加飾を漆黒調のブラック加飾・塗装で統一。内装はブルーのワントーンである「KACHIIRO（勝色）」が採用された。60台限定となるため、発表日から6月27日まで販売店で抽選申し込みを受付、6月29日より順次商談を開始する形態が採られる。
2024年12月19日
一部改良が発表された（2025年1月6日発売）。
LC500はフロントとリアに床下ブレースが採用されたほか、内装はLC500とLC500hにおいてインストルメントパネルの助手席側表皮材に「アルカンターラ」が採用された。
2025年7月24日
一部改良され、特別仕様車"PINNACLE"の設定が発表された（一部改良モデルは8月4日発売）。
一部改良では、ドアストライカの構造が変更された。
特別仕様車"PINNACLE"はLC500とLC500 Convertibleをベースに、共通で外観は一体成型フロントバンパーカナードや専用固定式CFRPリアウィングが装備され、21インチ鍛造アルミホイールは専用ブラックスパッタリング塗装に変更。内装は専用スカッフプレートが装備され、センターコンソールに専用プレートが装着され、助手席インストルメントパネルに専用グラデーション刺繍が施される。さらに、エンジンとリヤディファレンシャルギヤに高精度チューニングが施され、トルセンLSDは特別組み付けで装備された。LC500"PINNACLE"は専用ボディカラーとして銀灰色の「朧銀（おぼろぎん）」、内装色にブラック&ホワイトがそれぞれ採用され、専用リヤアルミ中空サスペンションメンバーが追加装備される。LC500 Convertible"PINNACLE"はボディカラーのニュートリノグレーとルーフカラーのブラウンシルバーの組み合わせとなり、内装色にサドルタン&ホワイトが採用された。それぞれ100台ずつの限定販売となるため抽選販売が採られ、そのうちの50台はレクサスオーナー対象の先行抽選分、残りの50台は一般向け抽選販売分として発表日から8月7日まで販売店で抽選申し込みを受付、8月18日に当選者へ販売店から連絡の上で商談が開始される。

## モータースポーツ

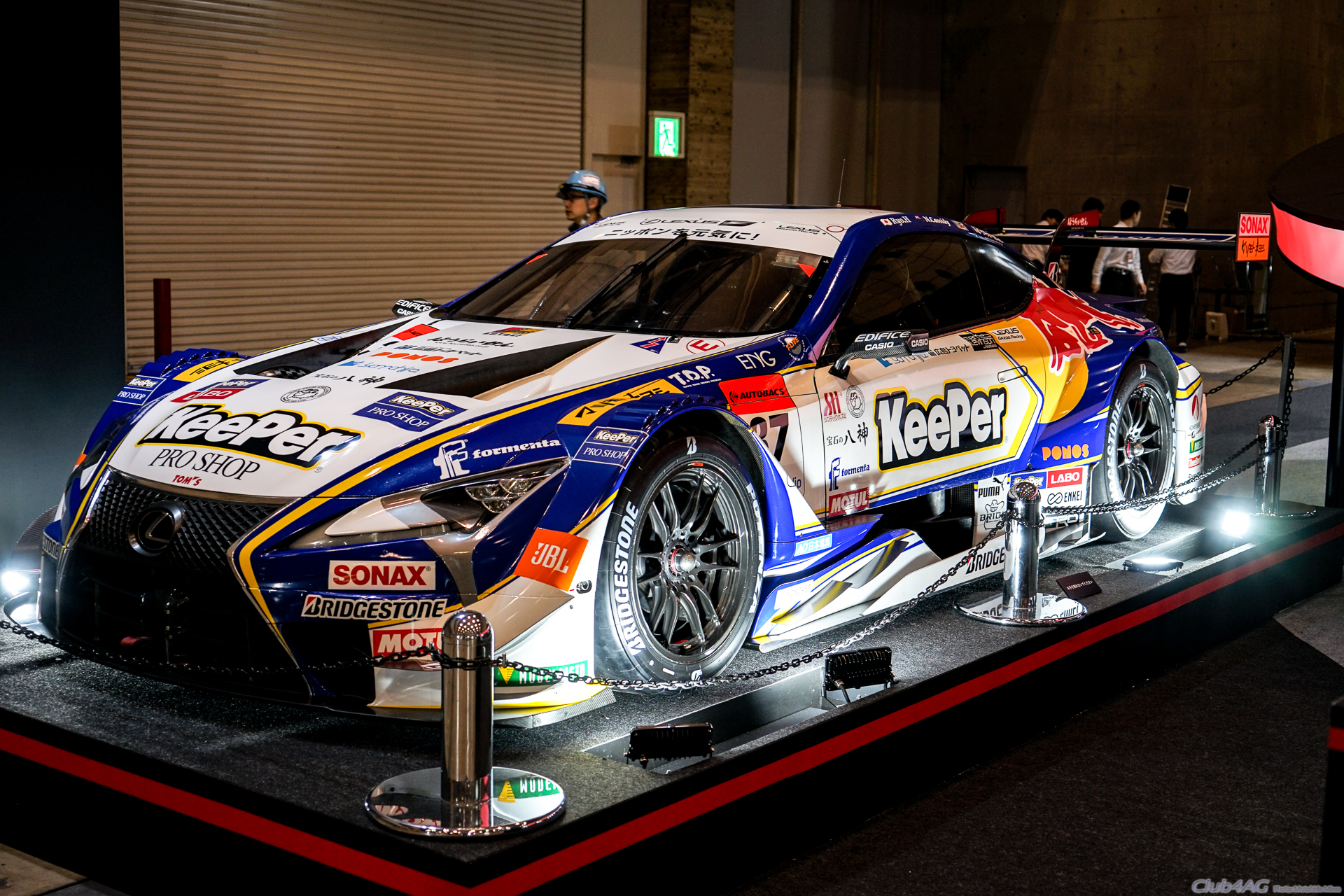
2017年チャンピオンのKeePer TOM'S LC500

### GT500
2017年（平成29年）より、従来のRC Fに代わってSUPER GT・GT500クラスに参戦する。GT500クラスの車両はレギュレーションによりシルエットタイプカーとして開発されているため、市販車との共通点は外板（カウル）のデザインのベースとなった点以外にはほとんど無い。エンジンもスーパーフォーミュラと共通の2L・直列4気筒・直噴ターボのトヨタ・RI4Aを搭載している。
「プライベーターチームの意見をよく聞きながら開発した」というこのマシンは圧倒的な戦闘力を発揮し、デビュー戦岡山でレクサスチーム全車が上位（1-2-3-4-5-6）を占めるという歴史的完勝を記録した。その後は5勝を挙げるもLC500同士でポイントを食い合った結果、日産陣営のエースカーであるMOTUL AUTECH GT-Rに一時首位を許すが、最終的にはKeePer TOM'S LC500がチャンピオンを獲得した。なおこのチャンピオンは「開幕戦で表彰台に登ったチームはチャンピオンになれない」というジンクスを打ち破ってのもので、なおかつドライバーの2人とも史上最年少の23歳という記録も打ち立てた。
2018年はKeePerがディフェンディングチャンピオンとしてホンダ陣営のRAYBRIG NSXとタイトルを争い、最終戦では両者一騎打ちで前に出たほうがチャンピオンという史上稀に見るドッグファイトとなったが、オーバーテイクは叶わず惜敗した。
2020年規定の参戦車にトヨタ・GRスープラが発表されたことにより、LC500及びレクサスブランドとしてのGT500最終年となった2019年は、開幕戦（岡山）こそ他陣営に遅れをとったが、その後のシーズン内の連勝記録としてはトップタイになる5連勝を成し遂げた。最終戦もてぎはKeePer対TEAM LEMANS WAKO'Sのレクサス同士の一騎打ちとなり、KeePerが同年レクサス6勝目となる優勝を飾ってWAKO'Sが2位に入り、WAKO'Sがドライバーズチャンピオンを、KeePerがチームチャンピオンを分け合った。これによりLC500は17年規定下において勝率・総獲得ポイント数がトップの最強マシンとしてその役割を終えた。
なお2019年は初開催となったドイツツーリングカー選手権との特別交流戦にも参戦し、レース1でKeePerのニック・キャシディがポール・トゥ・ウィンを飾っている。

### GT300

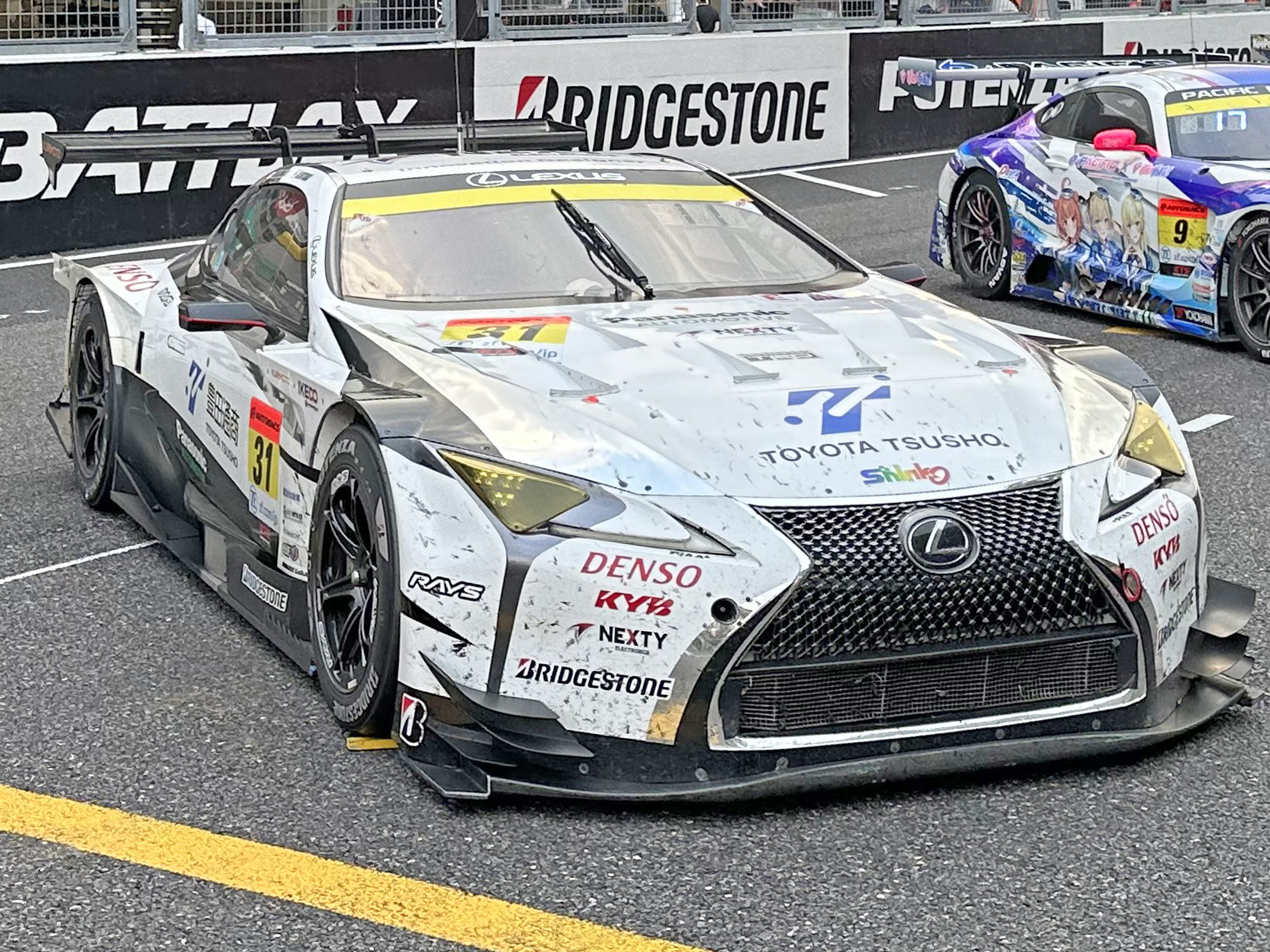
apr参戦仕様（2024年）

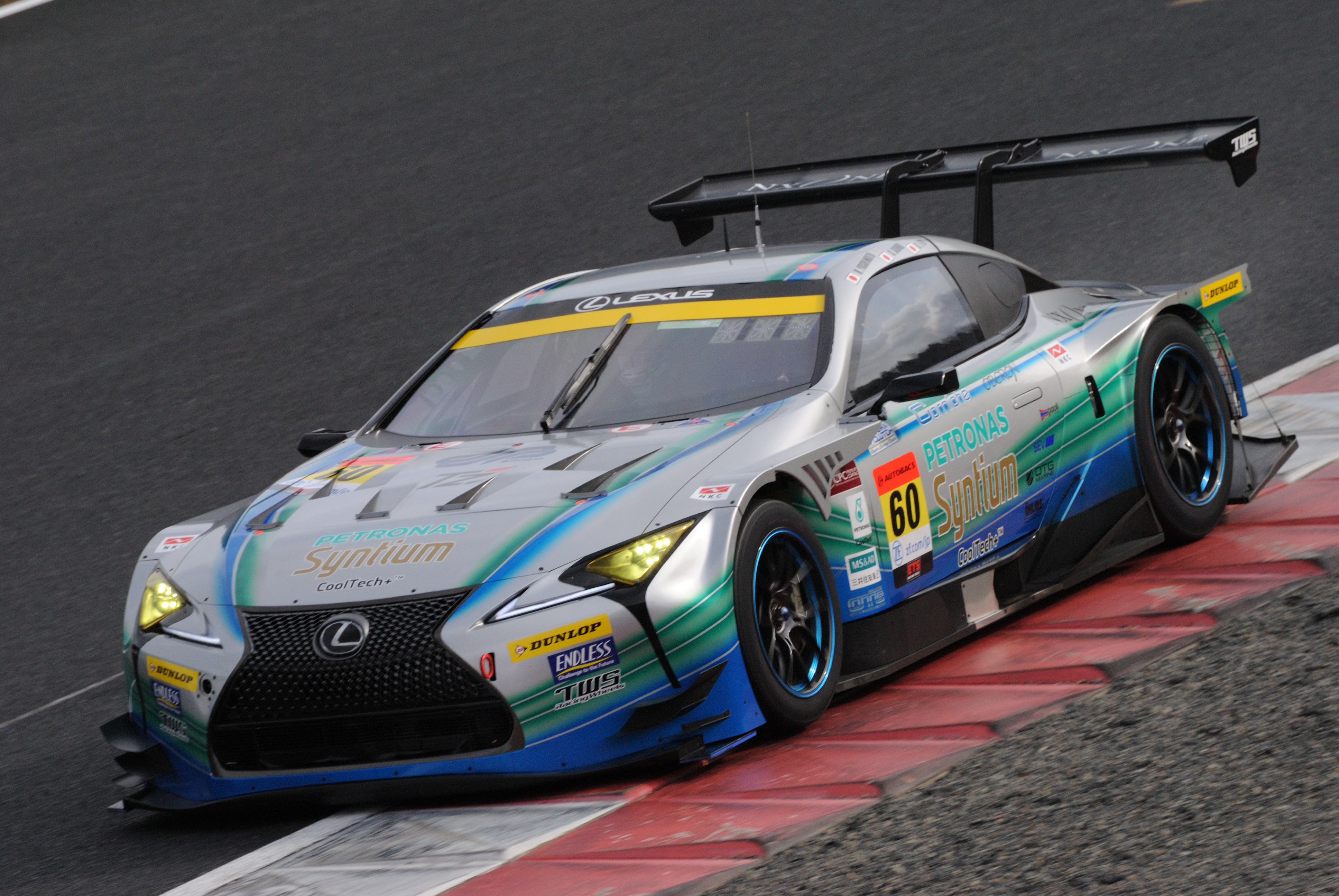
LM corsa参戦仕様（2025年）

2023年より、aprからトヨタ・プリウスPHVに代わりLC500hをベースとした車両が参戦する。エンジンはaprが開発したGTA300車両同様、5.4L V型8気筒の2UR-GSEをフロントに搭載したハイブリッド車両となる。2025年にはLM corsaからハイブリッド非搭載となったLC500を使用し参戦する。

### ニュルブルクリンク24時間

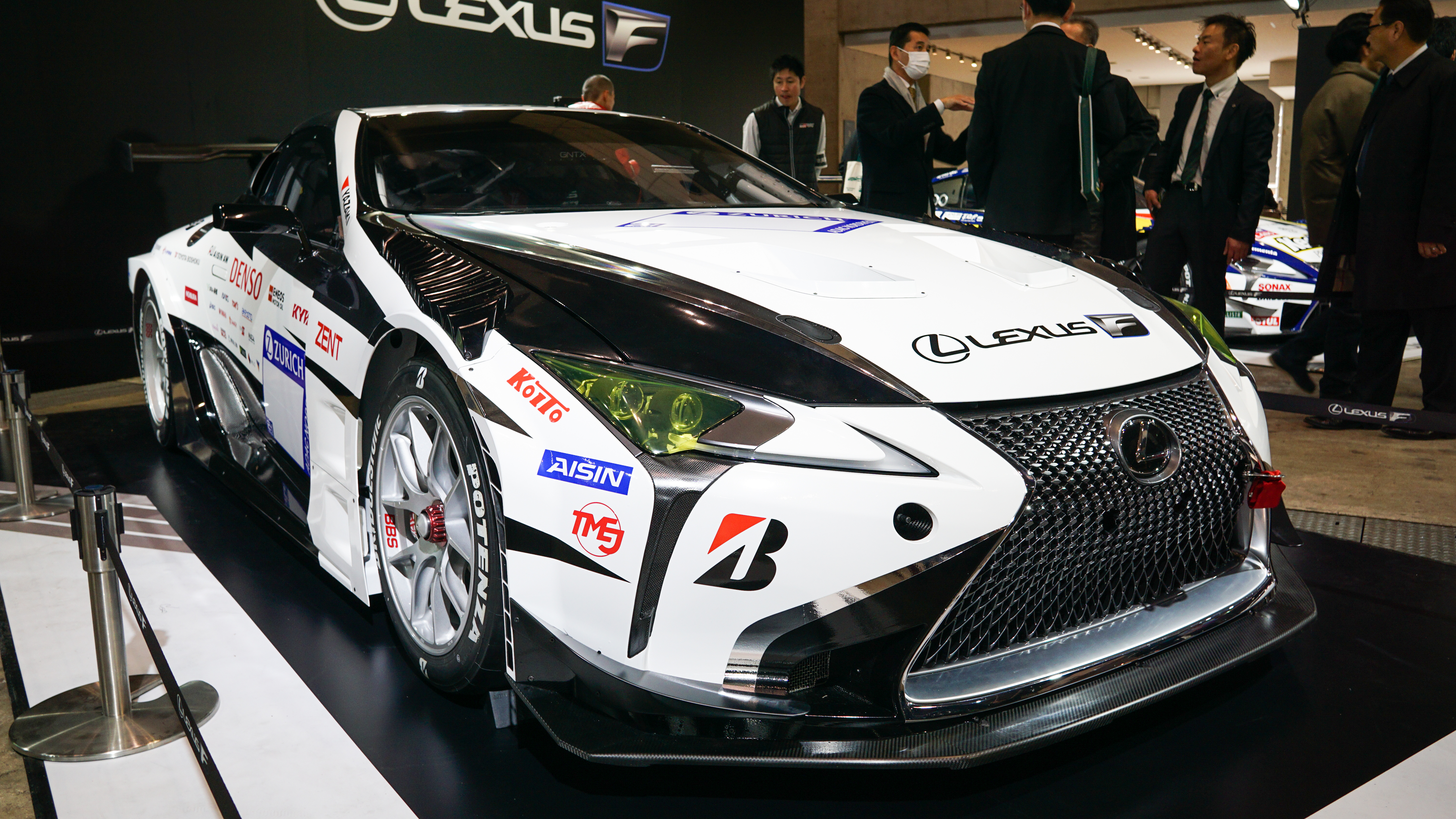
ニュル24時間仕様のLC

TOYOTA GAZOO Racingは2018年（平成30年）、レクサス・Fのロゴの書かれた市販車テスト用のLC500で、技術開発と人材育成を名目にニュルブルクリンク24時間レースのプロトタイプ車クラスであるSP-PROクラスに参戦。ドライバーは土屋武士/松井孝允/蒲生尚弥/中山雄一。序盤に接触で足回りにダメージを負った他、ギアボックスにトラブルも生じて一時ガレージに収容されたが、修復して総合98位で完走した。
2019年もドライバーとクラスをそのまま、GRスープラとともにニュルに再挑戦。予選では35位を獲得したが、決勝ではトランスミッションオイルが漏れるトラブルで、大事を取って載せ替えるために2時間のピットインを強いられた。その後は大きなトラブルなく、総合54位で完走した。
2020年以降はエンジンをV8ツインターボに変更する予定であったが、新型コロナウイルスの感染拡大の影響により、参戦できずに終わっている。

## その他
2018年3月1日に日本公開のマーベル・スタジオ製作『ブラックパンサー』とコラボレーションを行い劇中にも登場した。その後、2022年11月11日に日本公開の続編でも劇中に登場した。

## 車名の由来
「LC」の車名は 「Luxury Coupe」の頭文字をとった略であるとともに「Lexus Challenge」という意味が込められている。